# رباحاوية
رباحاوية (الاسم العلمي: Papionini) هي قبيلة من الحيوانات تتبع فصيلة السعادين العالم القديم من رتبة الرئيسيات.

## أجناس
- رباح